# Hikyaku

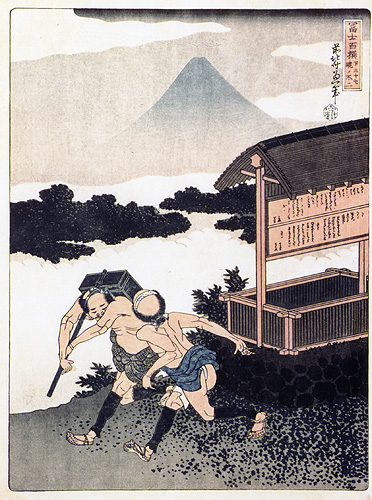
Hikyaku auf einem Holzdruck von Katsushika Hokusai (um 1834).

Als Hikyaku (飛脚; wörtl. „Flinke Füße“, sinnbildl. „Laufkurier“) bezeichnete man im feudalen Japan speziell der Kamakura-Zeit (16. Jahrhundert) bewaffnete Dienstboten des Kaiserhofes und der Provinzfürsten. Da sie meist besonders wertvolle Urkunden, Geld und/oder kostbare Geschenke mit sich führten, mussten sie entsprechend oft mit Überfällen und Diebstählen rechnen, sodass sie sich passend bewaffneten. Hikyaku waren zu Fuß unterwegs, wenn es sich um relativ kurze Wegstrecken handelte. Oder sie nutzten Pferde, wenn es sehr weite Strecken zu bewältigen galt. Sie galten als außerordentlich mutig und schnell, so konnten erfahrene Hikyaku eine Strecke von Kamakura nach Kyoto (483 km) in nur vier Tagen zurücklegen, ein Botengang von Edo nach Kyoto dauerte nur 48 Stunden. Ab der Edo-Zeit (18. Jahrhundert) gab es Hikyaku, die auch für Großhandelsfamilien und wichtige Behördenzentralen tätig waren. Hikyaku nutzten spezielle Routen, die sogenannte Tōkaidō-Straße. Elitäre Hikyaku namens Ai-Hikyaku sollen Dienstbotengänge über Wegstrecken von mehr als 100 km innerhalb eines Tages bewältigt haben. Ab etwa 1860, besonders aber ab der Meiji-Zeit (Mitte 19. Jahrhundert), wurden die traditionellen Hikyaku durch moderne Boten- und Lieferdienste ersetzt.